# Bakenrenef
Bakenrenef egip., Bokchoris gr. – faraon, władca starożytnego Egiptu w latach 719–714 p.n.e., syn i następca Tefnachta, ostatni przedstawiciel XXIV dynastii.

## Panowanie
W ciągu swojego krótkiego sześcioletniego panowania miał dokonać wielu reform wewnętrznych (zniesienie niewoli za długi, wolny obrót ziemią). Przypisuje mu się również stworzenie spisu prawa obowiązującego w Egipcie, szczególnie kodyfikacji prawa zobowiązań oraz prawa procesowego. Diodor Sycylijski wymienia go jako jednego z sześciu wielkich prawodawców Egiptu. W pamięci starożytnych zapisał się również jako niezwykle sprawiedliwy sędzia. Według legendy miał rozstrzygnąć spór pomiędzy pewnym młodym ubogim Egipcjaninem a chciwą heterą Tonis, której ów pragnął. Ponieważ nie miał wystarczająco pieniędzy, wezwał na pomoc bóstwa, a te zesłały mu sen, w którym mógł doświadczyć tego, czego hetera odmawiała mu na jawie. Gdy jednak Tonis dowiedziała się o sennych marzeniach młodzieńca, zażądała od niego odpowiedniej zapłaty. Faraon, po wysłuchaniu racji obydwu stron, wydał następujący wyrok: młodzieniec miał przynieść sumę żądaną przez heterę, umieścić pieniądze w naczyniu i przesunąć je przed jej oczyma. Miało to uświadomić Tonis, że wyobraźnia (sny) jest tylko cieniem rzeczywistości.
W początkowym okresie swoich rządów Bakenrenef miał również prowadzić ożywioną politykę zagraniczną, wymierzoną przeciwko rozszerzającej swoje terytorium Asyrii. Powołana przez niego koalicja książąt syryjskich i palestyńskich została jednak rozbita (bitwy pod Karkar i Rafią).
Według przekazów Manetona, gdy faraon wstępował na tron, jagnię przepowiedziało mu, że po sześciu latach rządów zostanie spalony żywcem przez swoich wrogów. Kres rządom Bakenrenefa przyniósł najazd Kuszytów pod dowództwem Szabaki (gr. Sabakon). Zdaniem Manetona, rzeczywiście Bakenrenef został pojmany przez Szabakę i spalony na stosie. W ten sposób kuszycki władca miał ukarać zdradę, której dopuścił się ojciec Bakenrenefa, Tefnacht przeciwko starszemu bratu Szabaki, Pianchiemu, którego był poddanym.
Władcy XXVI dynastii utrzymywali, że pochodzą właśnie od Bakenrenefa, wielkiego prawodawcy Egiptu. Miał on być ojcem faraona Necho I, założyciela tej dynastii.

## Tytulatura
| M23 · X1 | L2 · X1 |

| M23 · X1 | L2 · X1 |

| ra | wAH | kA |

| ra | wAH | kA |

| ra | wAH | kA |

| ra | wAH | kA |

| M23 · X1 | L2 · X1 |

| M23 · X1 | L2 · X1 |

| ra | wAH | kA |

| ra | wAH | kA |

| ra | wAH | kA |

| ra | wAH | kA |

| G39 | N5 |

| G39 | N5 |

| bA | k · n | r&n&f |

| bA | k · n | r&n&f |

| bA | k · n | r&n&f |

| bA | k · n | r&n&f |

| G39 | N5 |

| G39 | N5 |

| bA | k · n | r&n&f |

| bA | k · n | r&n&f |

| bA | k · n | r&n&f |

| bA | k · n | r&n&f |